# Spigelia chiapensis
Spigelia chiapensis là một loài thực vật có hoa trong họ Mã tiền. Loài này được K.R. Gould miêu tả khoa học đầu tiên năm 1999.